# Chase Silseth
Chase Silseth (Farmington, Nuevo México, 18 de mayo de 2000) es un jugador profesional estadounidense de béisbol que se desempeña en la posición de lanzador en Los Angeles Angels, equipo de las Grandes Ligas de Béisbol (MLB).

## Carrera
Fue seleccionado en la undécima ronda en el Draft de la MLB de 2021. En 2022 hizo su debut profesional con el equipo Los Angeles Angels, donde lleva jugando dos temporadas.